# Aparammoecius zojilae
Aparammoecius zojilae är en skalbaggsart som beskrevs av Zdzisława Stebnicka 1981. Aparammoecius zojilae ingår i släktet Aparammoecius och familjen Aphodiidae. Inga underarter finns listade i Catalogue of Life.